# Bracon rurrenus
Bracon rurrenus är en stekelart som beskrevs av Papp 1984. Bracon rurrenus ingår i släktet Bracon och familjen bracksteklar. Inga underarter finns listade.